# Carlos Vila Nova
Carlos Manuel Vila Nova (1959. július 27. –) São Tomé-i politikus, São Tomé és Príncipe ötödik és jelenlegi elnöke 2021. október 2. óta. Közmunkaügyi és természeti erőforrások minisztere volt (2010–2010). 2012) és infrastrukturális, természeti erőforrások és környezetvédelmi miniszter (2014–2018) Patrice Trovoada miniszterelnök egymást követő kormányaiban.
Ő volt a Független Demokratikus Akció jelöltje a 2021-es elnökválasztáson. Szeptember 6-án São Tomé és Príncipe megválasztott elnökévé nyilvánították, megkapta a szavazatok 58%-át, és legyőzte Guilherme Posser da Costát az MLSTP/PSD-től. Szeptember 14-én a Tribunal alkotmánybírósága elnökké nyilvánította.

## Életrajz
Vila Nova a São Tomé-sziget északi partján fekvő Lembá körzet Neves városában született. 1985-ben szerzett távközlési mérnöki diplomát az Orani Egyetemen, Algériában, majd visszatért, hogy a Statisztikai Igazgatóság számítástechnikai osztályának vezetője legyen. 1988-ban otthagyta a közszolgálatot, és a Hotel Miramar értékesítési menedzsere lett, amely akkor az ország egyetlen szállodája volt. 1992-ben a Hotel Miramar igazgatójává léptették elő. 1997-ben a Pousada Boa Vista szálloda igazgatója lett, és megalapította saját utazási irodáját, a Mistral Voyages-t. Vila Nova az idegenforgalmi ágazatban dolgozott egészen addig, amíg 2010-ben be nem lépett a politikába.
Vila Nova 2010-től Patrice Trovoada kabinetjében a közmunka- és természeti erőforrások minisztereként dolgozott egészen addig, amíg a kormány 2012-ben elvesztette többségét.Infrastrukturális, természeti erőforrások és környezetvédelmi miniszternek nevezték ki, amikor Trovoada Független Demokratikus Akciója (ADI) 2014-ben visszaszerezte a többséget. 2018-ban Vila Novát beválasztották az Országgyűlésbe. Az ADI jelöltjének jelölték a 2021-es elnökválasztáson.
Vila Nova házas, két lánya van.

## Fordítás
Ez a szócikk részben vagy egészben  a   Carlos Vila Nova című angol Wikipédia-szócikk ezen változatának fordításán alapul.  Az eredeti cikk szerkesztőit annak laptörténete sorolja fel. Ez a jelzés csupán a megfogalmazás eredetét és a szerzői jogokat jelzi, nem szolgál a cikkben szereplő információk forrásmegjelöléseként.